# Mycterodus idomeneus
Mycterodus idomeneus är en insektsart som beskrevs av Dlabola 1985. Mycterodus idomeneus ingår i släktet Mycterodus och familjen sköldstritar.
Artens utbredningsområde är Grekland. Inga underarter finns listade i Catalogue of Life.